# Bảo tàng Lịch sử Tự nhiên Luân Đôn
Bảo tàng Lịch sử Tự nhiên (tiếng Anh: Natural History Museum) tại Luân Đôn là một bảo tàng trưng bày một số lượng lớn các mẫu vật từ rất nhiều thời kì trong lịch sử tự nhiên. Nó mà một trong 3 bảo tàng lớn nhất trên đường Exhibition, Nam Kensington. Hai bảo tàng khác là Bảo tàng Khoa học (Science Museum) và Bảo tàng Victoria và Albert. Tuy nhiên mặt tiền của Bảo tàng Lịch sử Tự nhiên lại nằm trên đường Cromwell.
Bảo tàng chứa 80 triệu mẫu vật, chia làm 5 bộ sưu tập chính: thực vật học, côn trùng học, khoáng vật học, cổ sinh vật học và động vật học. Bảo tàng là một trung tâm nổi tiếng thế giới về các nghiên cứu chuyên môn trong lĩnh vực phân loại sinh vật, nhận dạng và bảo tồn. Rất nhiều bộ sưu tập của bảo tàng có một lịch sử ấn tượng cũng như có giá trị to lớn về mặt khoa học, chẳng hạn như bộ sưu tập mẫu vật của nhà bác học Charles Darwin. Bảo tàng còn đặc biệt nổi tiếng bởi các bộ hóa thạch xương khủng long và các tác phẩm kiến trúc trang trí. Thư viện bảo tàng chứa một khối lượng khổng lồ các sách, tạp chí, bản viết tay và các bộ sưu tập tranh, ảnh minh họa trong các công trình nghiên cứu khoa học.
Mặc dù thường được biết đến với tên Bảo Tàng Lịch sử Tự nhiên, nhưng thực ra vẫn nó được biết đến với tên Bảo Tàng Anh (British Museum) cho đến năm 1992, mặc dù nó đã được chia tách khỏi Bảo tàng Anh vào năm 1963. Bắt nguồn từ các bộ sưu tập trong bảo tàng Anh, cột mốc đánh dấu sự thành lập của bảo tàng là việc xây dựng và mở cửa tòa nhà Alfred Waterhouse năm 1881, sau đó sáp nhập với Bảo tàng Địa Chất (Geological Museum). Trung tâm Darwin là một phần mới được thêm vào gần đây, thiết kế với cấu trúc hiện đại, dùng để lưu trữ những bộ sưu tập có giá trị.

## Lịch sử và kiến trúc

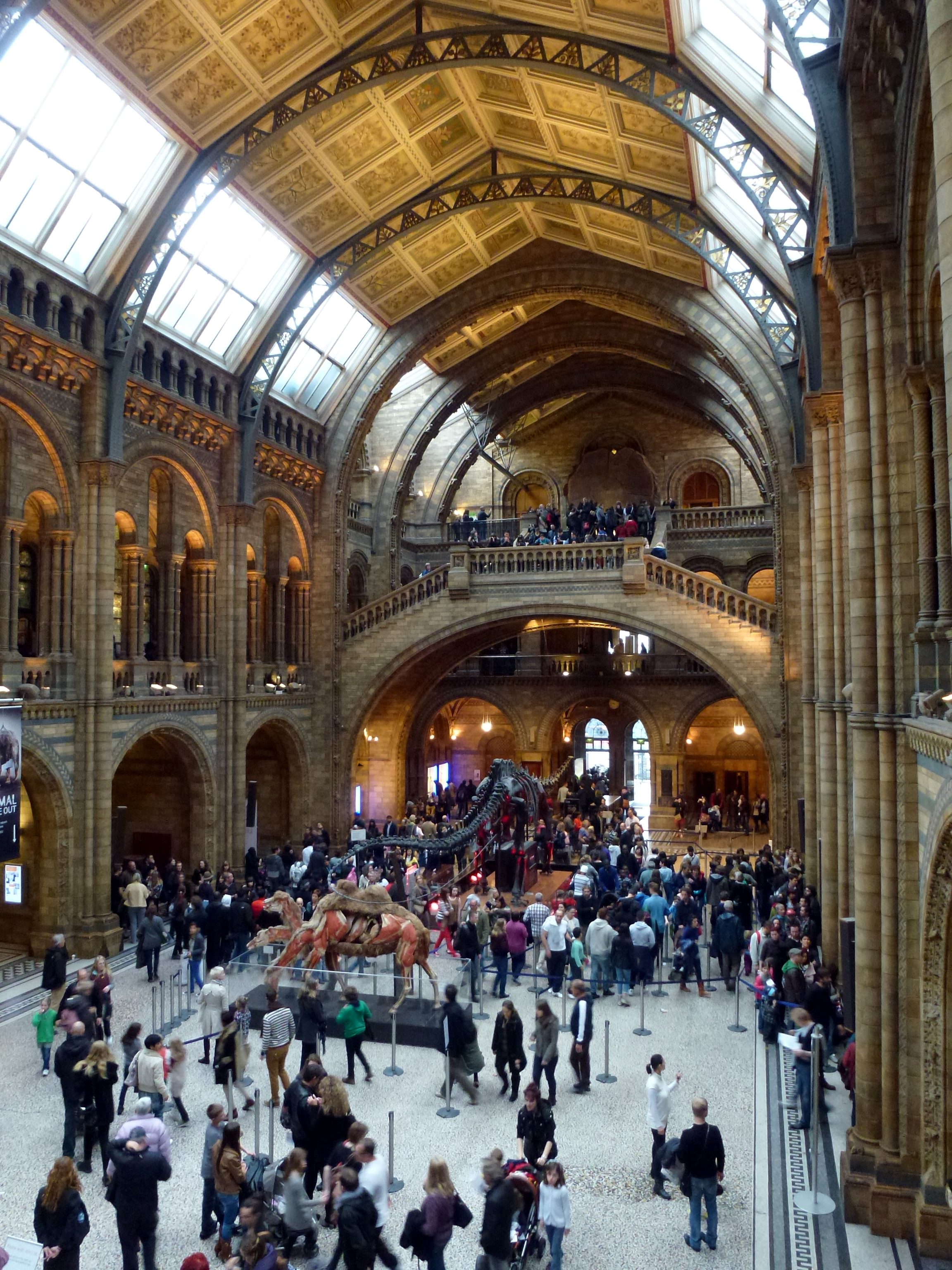
Sảnh đường chính của bảo tàng

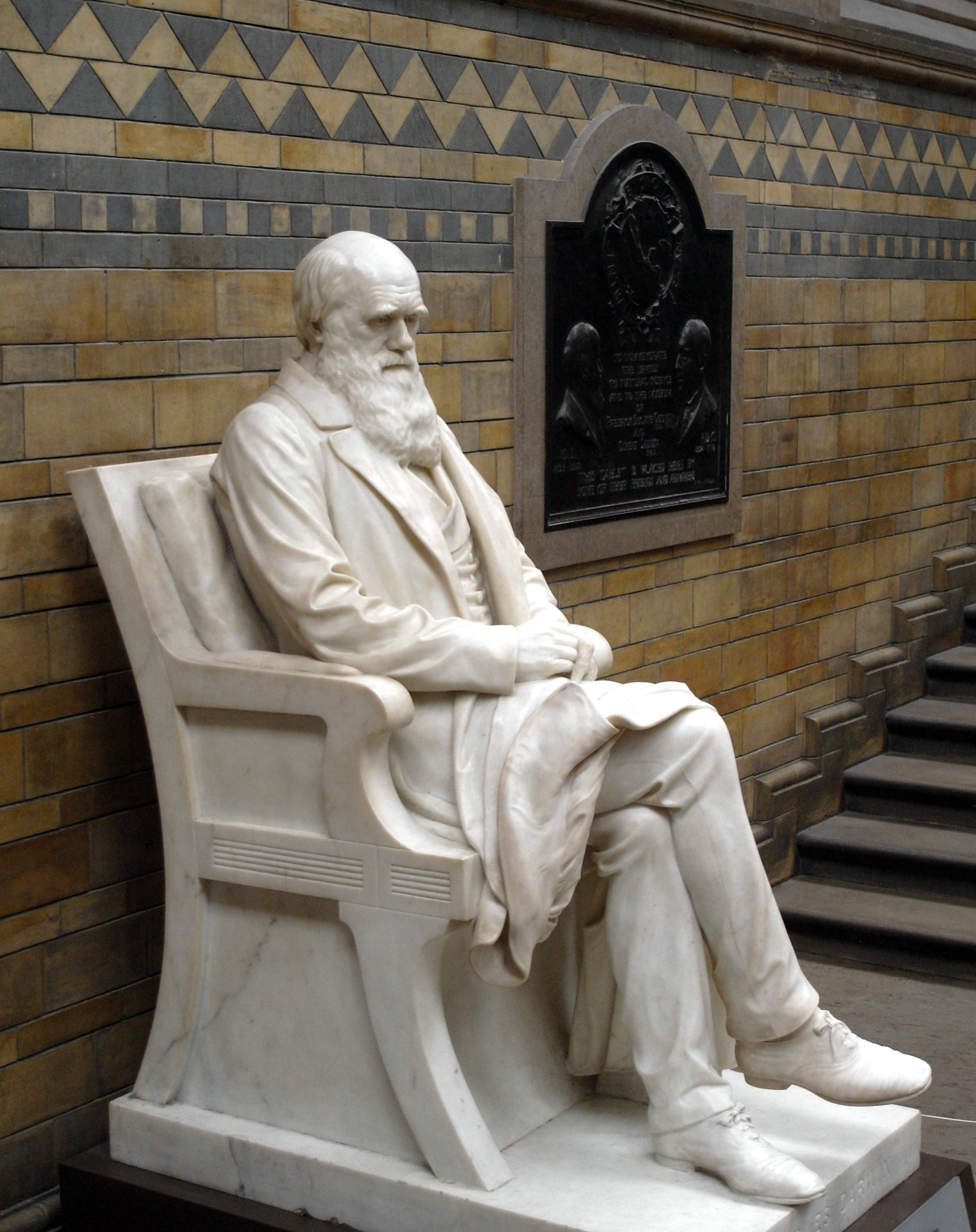
Tượng Charles Darwin điêu khắc bởi Sir Joseph Boehm nằm trong đại sảnh chính

Cơ sở hình thành nên bảo tàng là bộ sưu tập của bác sĩ người Bắc Ai-len Sir Hans Sloane (1660-1753), người đã di chúc để lại toàn bộ bộ sưu tập cho vua George II, đổi lại một khoản tiền 20.000 bảng cho người thừa kế của ông. Khoản tiền này rất nhỏ so với giá trị của
bộ sưu tập ở thời điểm đó. Bộ sưu tập của Sloane gồm hơn 71.000 hiện vật, trong đó có 23.000 đồng xu và các loại huân chương, 50.000 đầu sách, bản in, bản viết tay, một bộ sưu tập mẫu thực vật khô,... Chúng ban đầu được cất giữ tại Montagu House, Bloomsbury (sau đó trở thành Bảo tàng Anh vào năm 1756)
Hầu hết bộ sưu tập của Sloane biến mất vào những thập niên đầu thế kỉ 19. Sir George Shaw đã bán rất nhiều mẫu vật cho Học viện Phẫu thuật Hoàng gia Anh. Năm 1833, báo cáo thường niên thông báo rằng 5500 mẫu vật côn trùng đã được phân loại trong danh mục sưu tập của Sloane đã không còn. Sự thiếu năng lực của ban lịch sử tự nhiên trong việc bảo tồn các mẫu vật trở nên nghiêm trọng, dẫn đến việc kho bạc từ chối ủy thác chi phí của chính quyền dành cho công việc bảo tồn bộ sưu tập. Sự bộ nhiệm nhân viên cho bảo tàng cũng gây ra phiền toái bởi sự thiên vị, khi năm 1862, cháu trai của phu nhân của một thành viên ban quản trị được chỉ định vào vị trí trợ lý côn trùng học, mặc dù anh ta thậm chí không phân biệt được sự khác nhau giữa một con bướm ngày và một con bướm đêm.
Năm 1856, Richard Owen được chỉ định vào vị trí quản lý ban lịch sử tự nhiên của Bảo tàng Anh. Sự thay đổi nhân sự này được Bill Bryson ghi lại rằng "bằng việc làm cho Bảo tàng Lịch sử tự nhiên thành bảo tàng cho tất cả mọi người, Owen đã biến những mong đợi của chúng ta thành sự thật".
Owen thấy rằng ban lịch sử tự nhiên cần nhiều không gian hơn, và một mảnh đất ở khu vực Nam Kensington được mua lại. Năm 1864, một cuộc thi được tổ chức nhằm tìm kiếm thiết kế cho bảo tàng mới. Người thắng trong cuộc thi này là kỹ sư xây dựng Fracis Fowke, nhưng ông đã chết sau đó không lâu. Kế hoạch được tiếp tục bởi Alfred Waterhouse, người đã duyệt lại bản thiết kế ban đầu, và thiết kế lại ngoại thất tòa nhà theo phong cách kiến trúc Rô-măng, loại phong cách mà ông bị ấn tượng trong một chuyến thăm lục địa châu Âu. Bản thiết kế ban đầu bao gồm 2 cánh ở 2 bên tòa nhà chính, nhưng trong bản vẽ mới đã bị loại bỏ vì lý do kinh phí. Khoảng không gian đó bây giờ được thay thế bởi Phòng triển lãm Trái Đất (Earth Galleries) và
Trung tâm Darwin (Darwin Centre).
Công việc xây dựng được bắt đầu từ năm 1873 và hoàn thành năm 1880. Bảo tàng mới mở cửa năm 1881, nhưng công việc di dời từ bảo tàng cũ chỉ được hoàn thành cho tới năm 1883. Cả nội thất và ngoại thất của tòa nhà Waterhouse đều sử dụng một lượng lớn gạch và tấm lát bằng đất nung, nhằm chống lại điều kiện môi trường nhiều khói bụi của London thời kì Victoria.

### Chia tách khỏi Bảo tàng Anh
Sau khi mở cửa, Bảo tàng Lịch sử tự nhiên vẫn là một ban trong Bảo tàng Anh, với cái tên Bristish Museum (Natural History), được viết tắt là B.M.(N.H.). Một kiến nghị được ký bởi chủ tịch các Hiệp hội Khoa học Hoàng gia, Hiệp hội Linnean London, Hiệp hội Động vật học cũng như các nhà tự nhiên học như Darwin, Wallace và Huxley, được gửi tới Bộ trưởng Tài chính Anh năm 1866, đề nghị Bảo tàng được chia tách khỏi sự quản lý của hội đồng Bảo tàng Anh. Vấn đề nóng bỏng này được đưa ra tranh luận suốt gần 100 năm. Cuối cùng, với việc thông qua đạo luật Bảo tàng Anh năm 1963 (British Museum Act 1963), bảo tàng British Museum (Natural History) trở thành một bảo tàng độc lập, với một hội đồng quản lý riêng. Tuy nhiên bảo tàng mới đổi sang tên Natural History Museum năm 1992 thông qua đạo luật Museums and Galleries Act 1992.

## Hình ảnh về bảo tàng

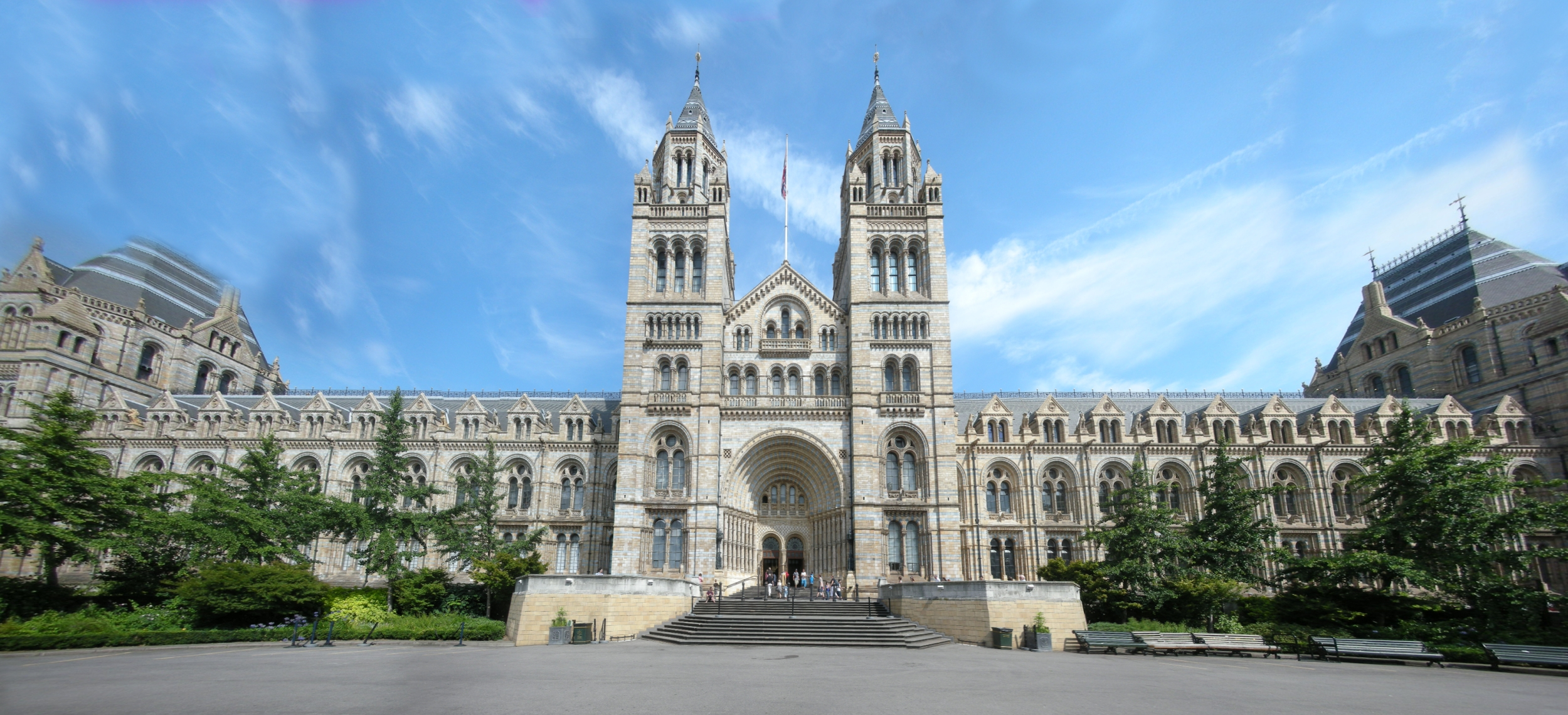
Ảnh chụp cổng chính nhìn từ đường Cromwell
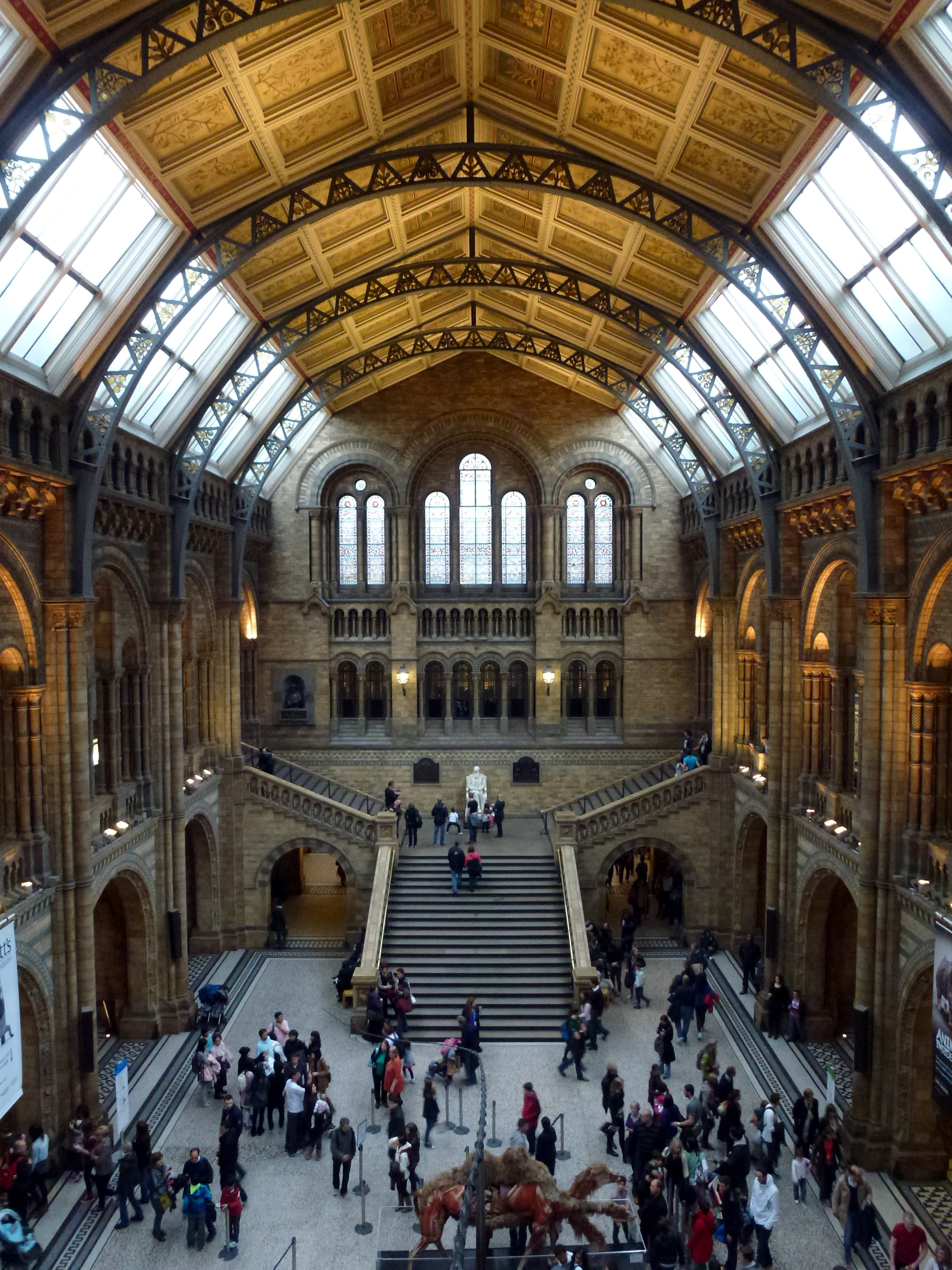
Đại sảnh chính nhìn từ trên cao
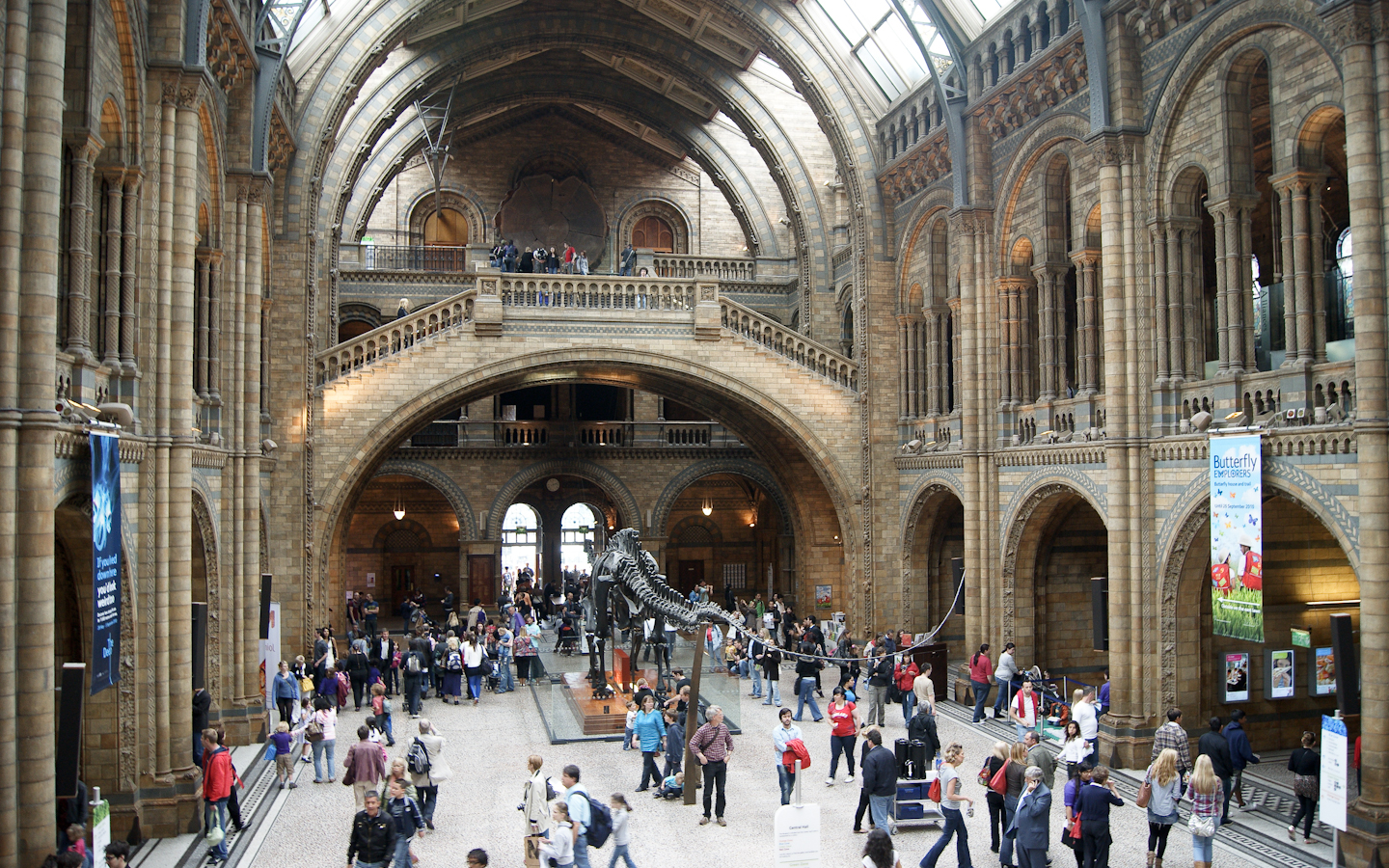
Từ dưới đại sảnh nhìn lên lối vào chính
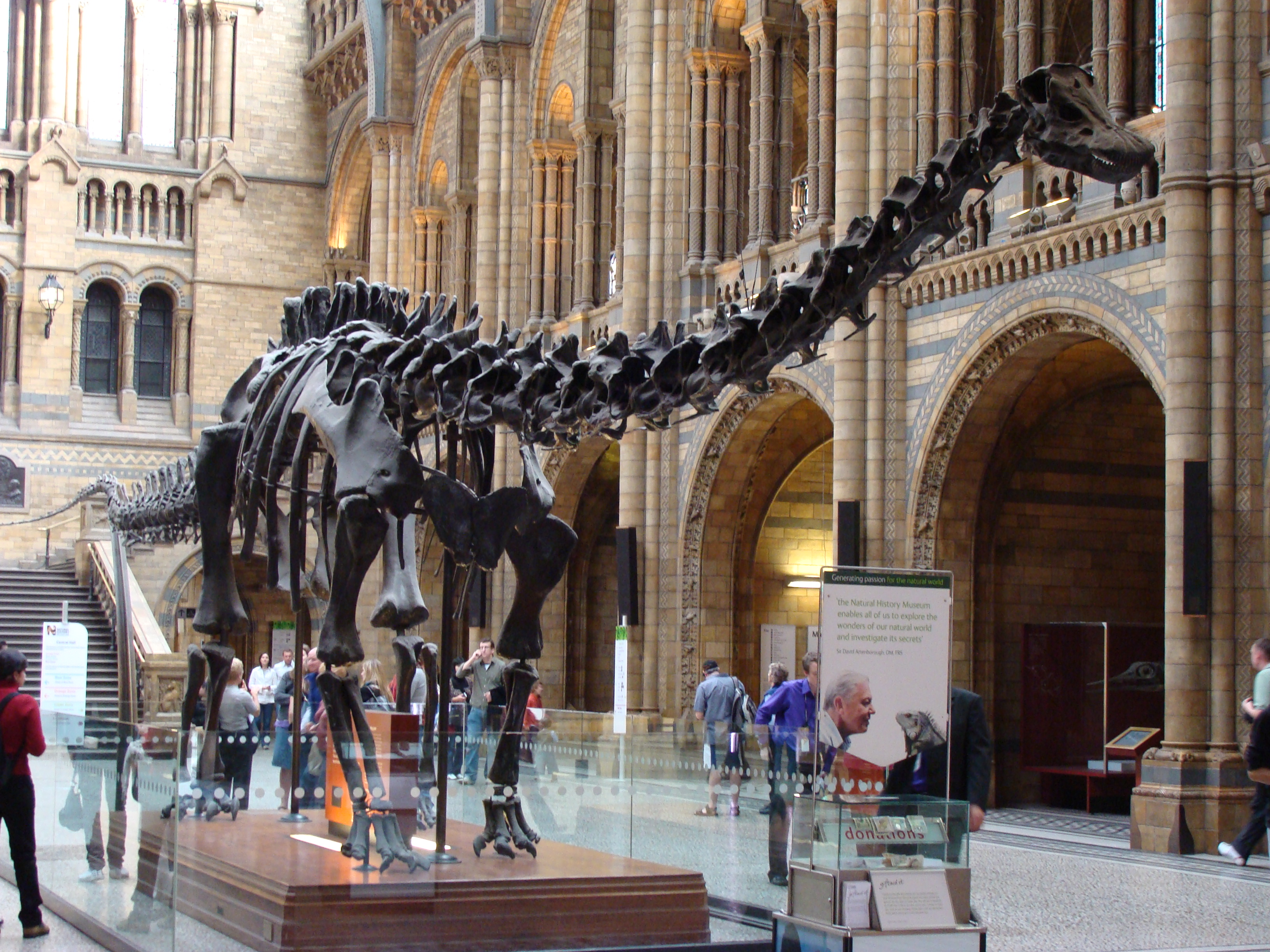
Bộ xương hóa thạch khủng long Diplodocus
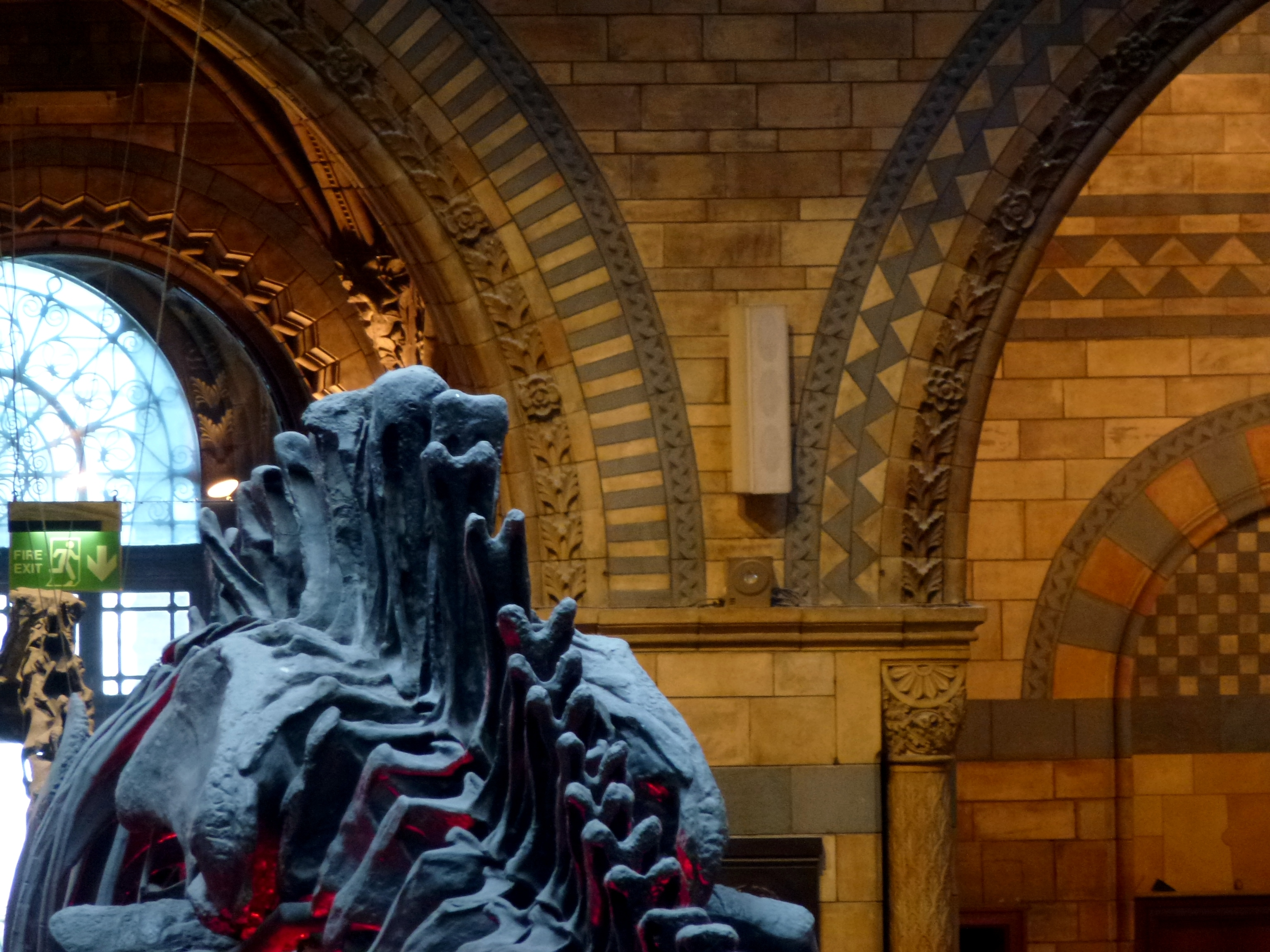
Xương sống khủng long Diplodocus
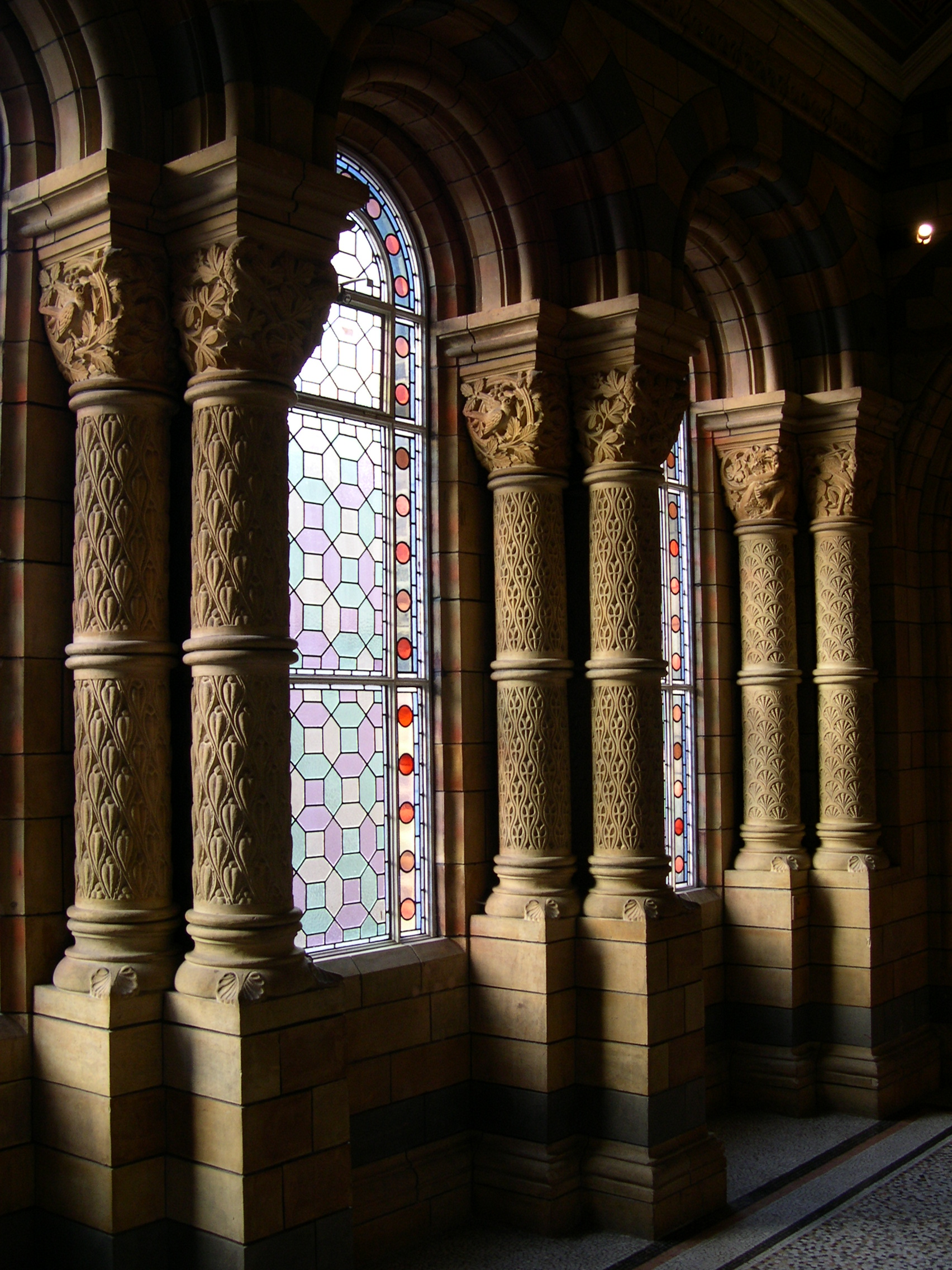
Cửa sổ trong bảo tàng
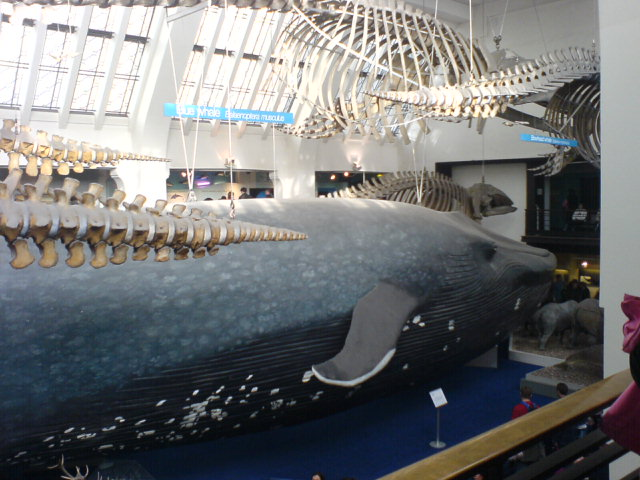
Sảnh đường động vật có vú
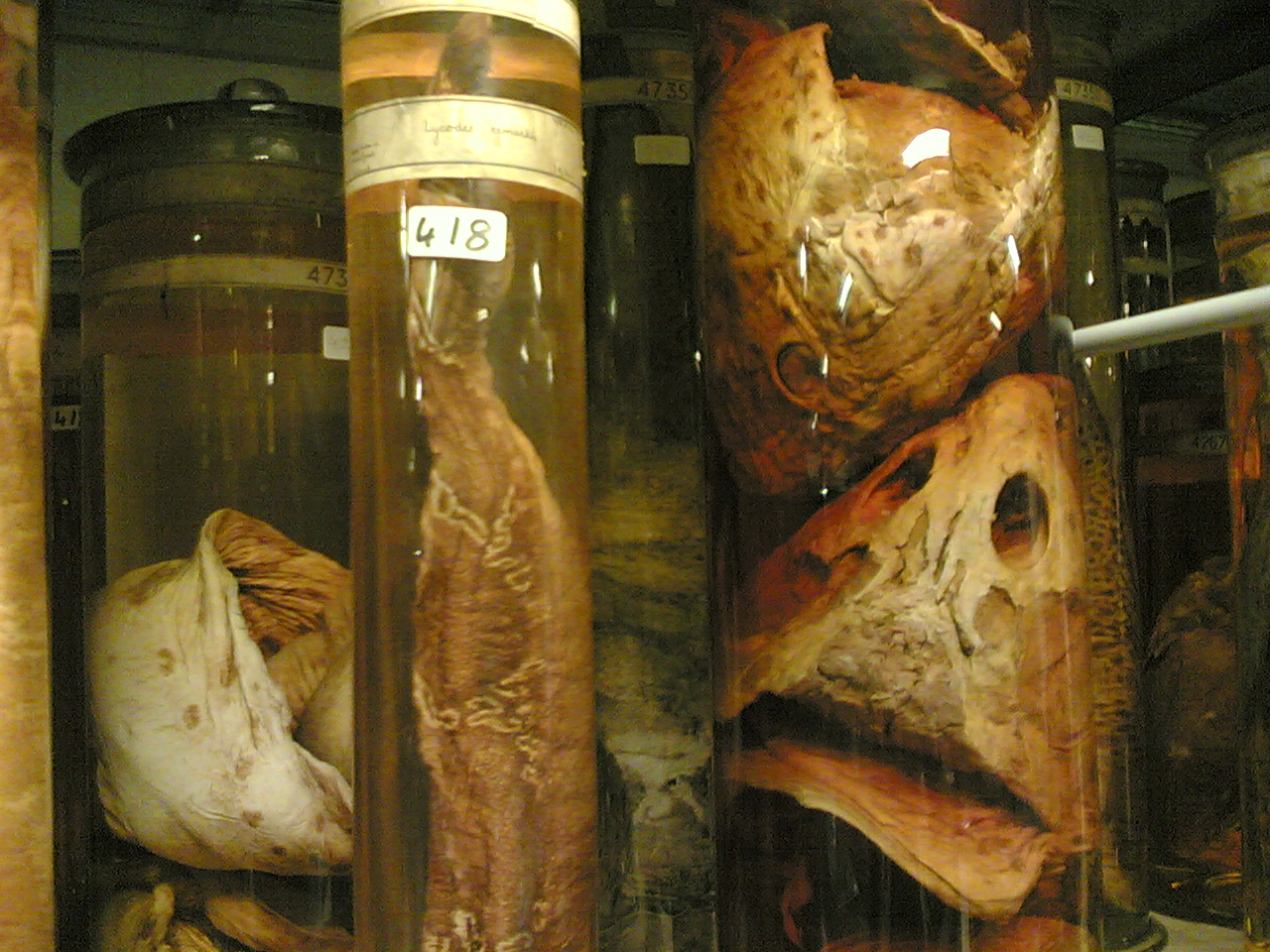
Bình đựng mẫu vật trong Tung tâm Darwin
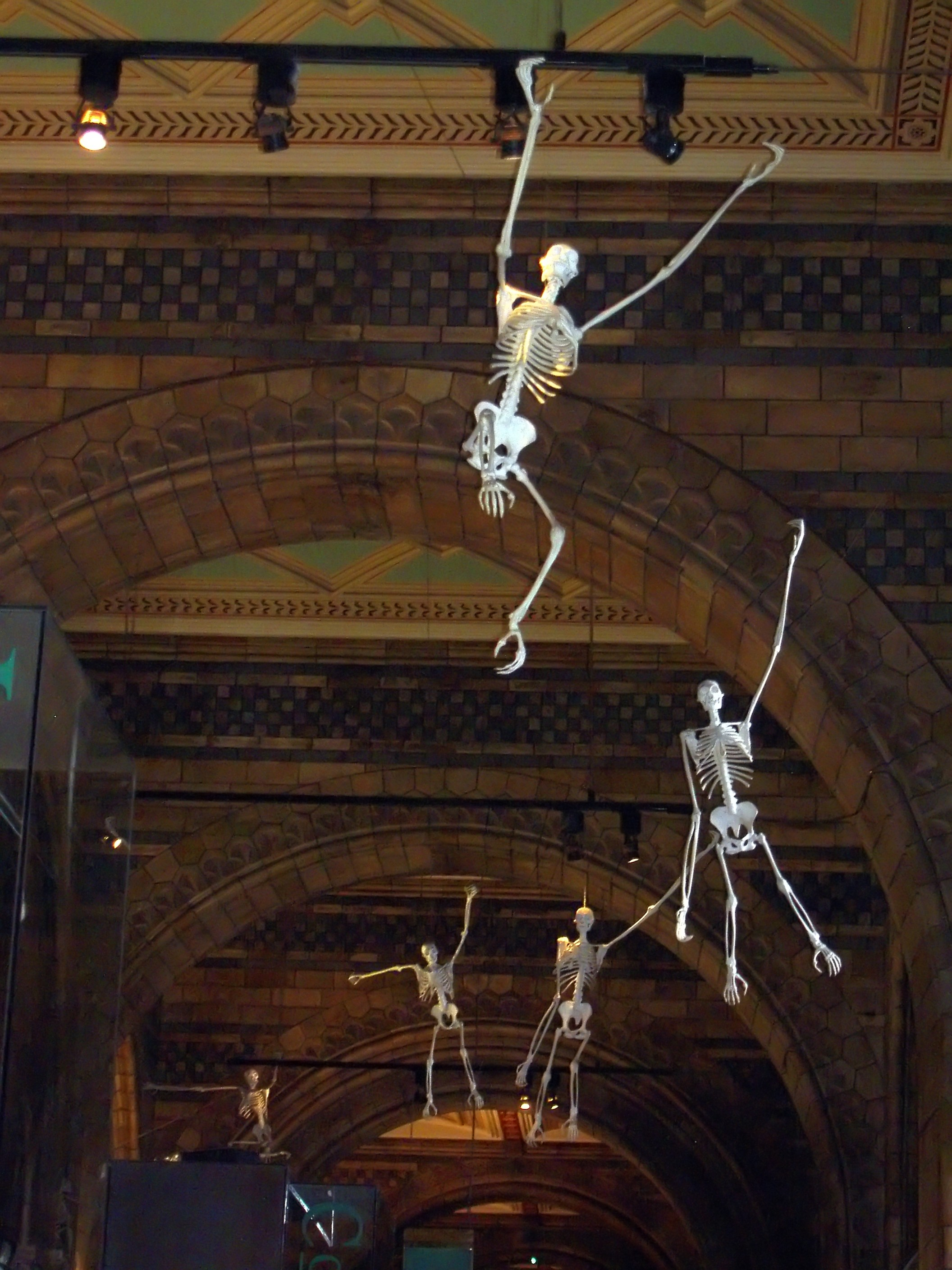
Một số bộ xương được treo lên trần tại khu vực ban công Đại sảnh trung tâm.
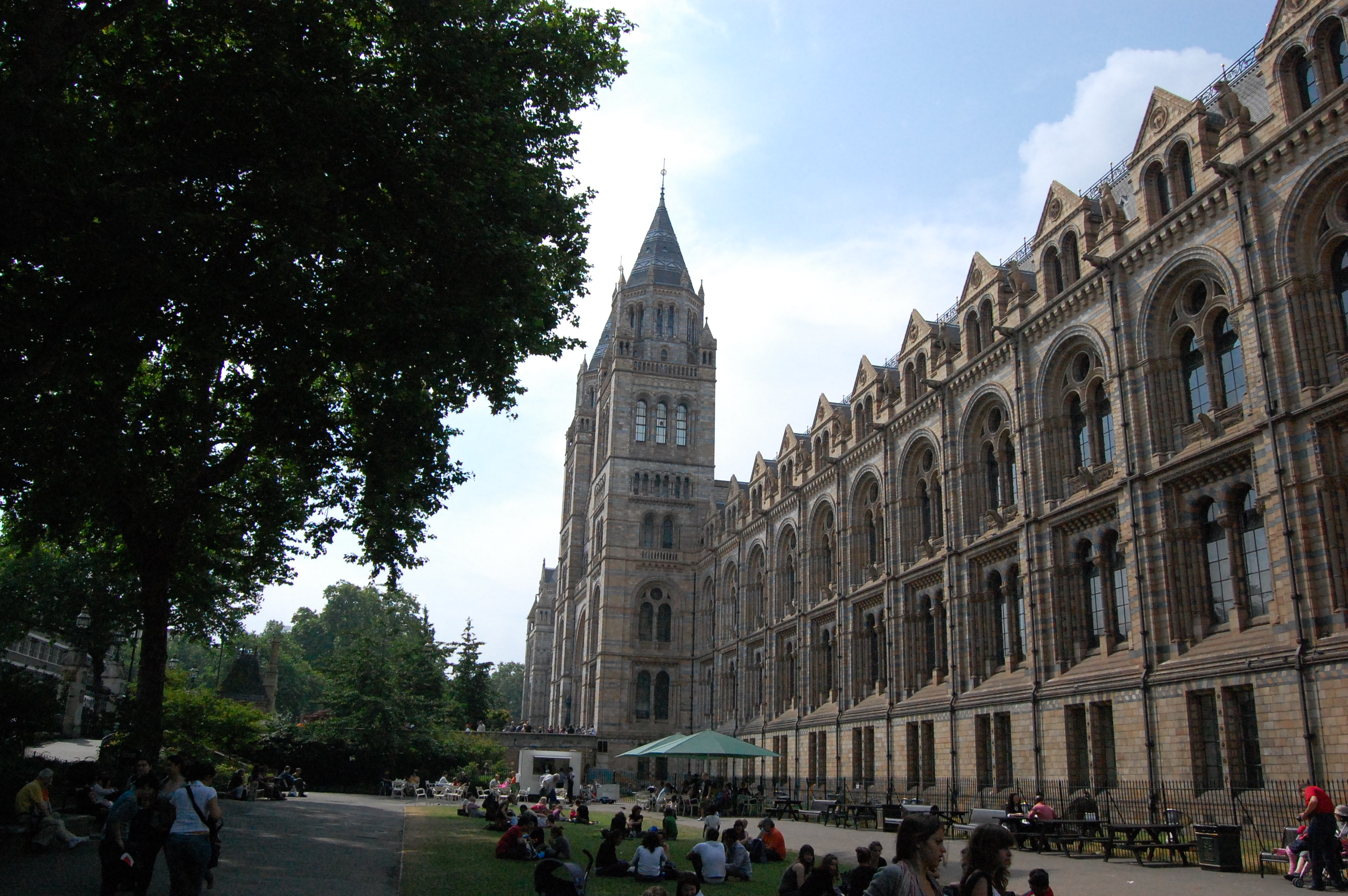
Cánh phải tòa nhà, tháng 6 năm 2009